# Sauvigny
Sauvigny és un municipi francès situat al departament del Mosa i a la regió del Gran Est. L'any 2007 tenia 253 habitants.

## Demografia

### Població
El 2007 la població de fet de Sauvigny era de 253 persones. Hi havia 90 famílies, de les quals 32 eren unipersonals (16 homes vivint sols i 16 dones vivint soles), 27 parelles sense fills, 23 parelles amb fills i 8 famílies monoparentals amb fills.
La població ha evolucionat segons el següent gràfic:
Habitants censats

### Habitatges
El 2007 hi havia 156 habitatges, 109 eren l'habitatge principal de la família, 38 eren segones residències i 9 estaven desocupats. 148 eren cases i 3 eren apartaments. Dels 109 habitatges principals, 101 estaven ocupats pels seus propietaris, 5 estaven llogats i ocupats pels llogaters i 3 estaven cedits a títol gratuït; 2 tenien una cambra, 7 en tenien dues, 13 en tenien tres, 29 en tenien quatre i 58 en tenien cinc o més. 99 habitatges disposaven pel capbaix d'una plaça de pàrquing. A 52 habitatges hi havia un automòbil i a 44 n'hi havia dos o més.

### Piràmide de població
La piràmide de població per edats i sexe el 2009 era:
| Homes | Edats   | Dones |
| ----- | ------- | ----- |
| 0     | 95 o +  | 0     |
| 4     | 90 a 94 | 4     |
| 0     | 85 a 89 | 16    |
| 4     | 80 a 84 | 4     |
| 0     | 75 a 79 | 0     |
| 0     | 70 a 74 | 0     |
| 8     | 65 a 69 | 16    |
| 4     | 60 a 64 | 8     |
| 4     | 55 a 59 | 8     |
| 12    | 50 a 54 | 12    |
| 12    | 45 a 49 | 8     |
| 8     | 40 a 44 | 8     |
| 4     | 35 a 39 | 4     |
| 0     | 30 a 34 | 0     |
| 4     | 25 a 29 | 4     |
| 12    | 20 a 24 | 0     |
| 4     | 15 a 19 | 8     |
| 0     | 10 a 14 | 4     |
| 4     | 5 a 9   | 0     |
| 4     | 0 a 4   | 0     |

## Economia
El 2007 la població en edat de treballar era de 148 persones, 96 eren actives i 52 eren inactives. De les 96 persones actives 89 estaven ocupades (52 homes i 37 dones) i 7 estaven aturades (5 homes i 2 dones). De les 52 persones inactives 23 estaven jubilades, 11 estaven estudiant i 18 estaven classificades com a «altres inactius».

### Ingressos
El 2009 a Sauvigny hi havia 109 unitats fiscals que integraven 257 persones, la mediana anual d'ingressos fiscals per persona era de 16.461 €.

### Activitats econòmiques
Dels 11 establiments que hi havia el 2007, 3 eren d'empreses de construcció, 2 d'empreses de comerç i reparació d'automòbils, 2 d'empreses financeres, 1 d'una empresa de serveis, 2 d'entitats de l'administració pública i 1 d'una empresa classificada com a «altres activitats de serveis».
Dels 2 establiments de servei als particulars que hi havia el 2009, 1 era un paleta i 1 lampisteria.
L'any 2000 a Sauvigny hi havia 4 explotacions agrícoles que ocupaven un total de 564 hectàrees.

## Poblacions més properes
El següent diagrama mostra les poblacions més properes.